# Семиконзервативност
Семиконзервативност је принцип по коме се одвија процес репликације. Сваки од два новонастала молекула ДНК садржи:
- један стари ланац ДНК који је служио као калуп за синтезу новог ланца и
- један нови ланац који се синтетисао по принципу комплементраности према старом, матичном ланцу.